# 松平重宗
松平 重宗（まつだいら しげむね）は、江戸時代前期の上総国佐貫藩の世嗣。官位は従五位下・但馬守。

## 略歴
2代藩主・松平重治の嫡子として誕生。
延宝元年（1673年）徳川家綱に拝謁する。延宝7年（1679年）には叙任するが、家督を継ぐことなく天和元年（1681年）に18歳で早世した。
なお、佐貫藩自体も貞享元年（1684年）に改易された。